# Josef Milde

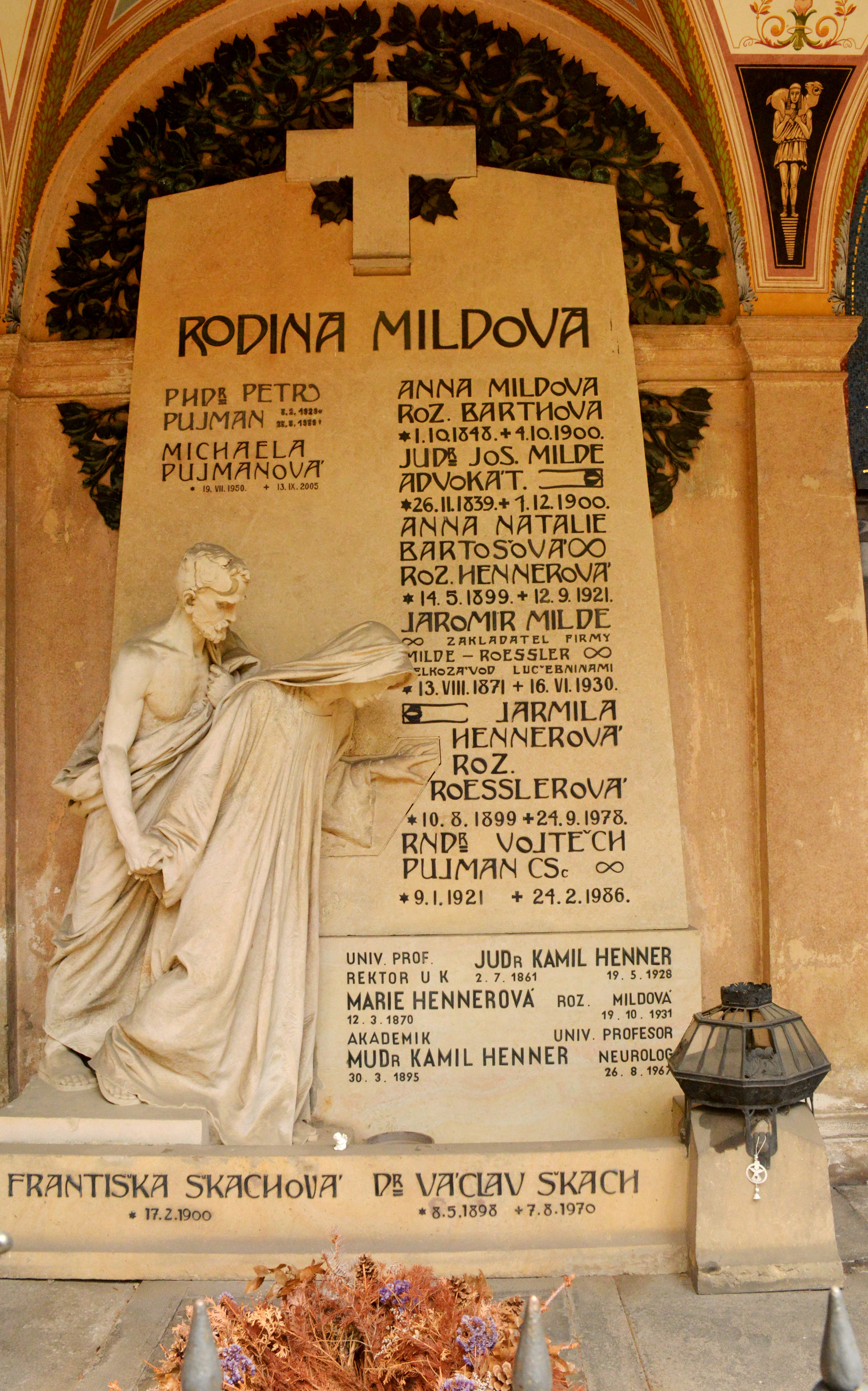
Rodinná hrobka na Vyšehradském hřbitově v Praze

Josef Milde (26. listopadu 1839 Praha – 7. prosince 1900 Praha) byl rakouský a český právník a politik, v 2. polovině 19. století poslanec Českého zemského sněmu a Říšské rady.

## Život
Jeho otec byl sládkem a pražským měšťanem. Josef studoval na novoměstském, později na staroměstském gymnáziu v Praze. Absolvoval studia práv na Karlo-Ferdinandově univerzitě. Dne 27. prosince 1864 získal titul doktora práv. Od roku 1871 pracoval jako advokát v Praze ve vlastní kanceláři. Roku 1876 se stal členem sboru pražských obecních starších a roku 1879 i městské rady. Od roku 1881 zastával funkci předsedy klubu Národní strany (staročeské) ve sboru pražských obecních starších. Byl předsedou družstva Politik a jednatele Právnické jednoty a pražského spolku pro zaopatřování vdov a sirotků právníků. Zasedal v ředitelství banky Slavia. Byl publicisticky činný. Přispíval do listu Právník.
V doplňovacích volbách roku 1874 byl zvolen na Český zemský sněm za kurii městskou (obvod Slaný, Louny, Rakovník). V rámci tehdejší politiky pasivní rezistence ale funkci poslance fakticky nevykonával, byl pro absenci zbaven mandátu a obhájil jej pak v doplňovacích volbách roku 1875. Jeho volba ovšem byla zpochybněna a ještě v březnu 1876 posuzována. V doplňovacích volbách v roce 1877 byl v tomto obvodu zvolen na sněm Julius Grégr. Po jisté předstávce se Milde na sněm vrátil v doplňovacích volbách v červnu 1880, nyní za kurii venkovských obcí (obvod Nové Město, Náchod, Úpice, Česká Skalice, Opočno) poté, co zde na mandát rezignoval Augustin Kordina a po něm i Josef Dumek. Ve volbách roku 1883 zde mandát obhájil.
Zasedal také v Říšské radě (celostátní zákonodárný sbor), kam byl zvolen v prvních přímých volbách roku 1873, kurie městská, obvod Příbram, Dobříš, Blatná atd. Z politických důvodů se nedostavil do sněmovny, čímž byl jeho mandát i přes opakované zvolení prohlášen za zaniklý.
V květnu 1869 se oženil. Jeho manželkou byla Anna Barthová, dcera stavitele a smíchovského starosty Josefa Bartha. Jejich dcera Marie se provdala za profesora práv Kamila Hennera.
Zemřel v prosinci 1900.